# Родіс
42°16′03″ пн. ш. 3°10′09″ сх. д. / 42.26748889° пн. ш. 3.16916944° сх. д.

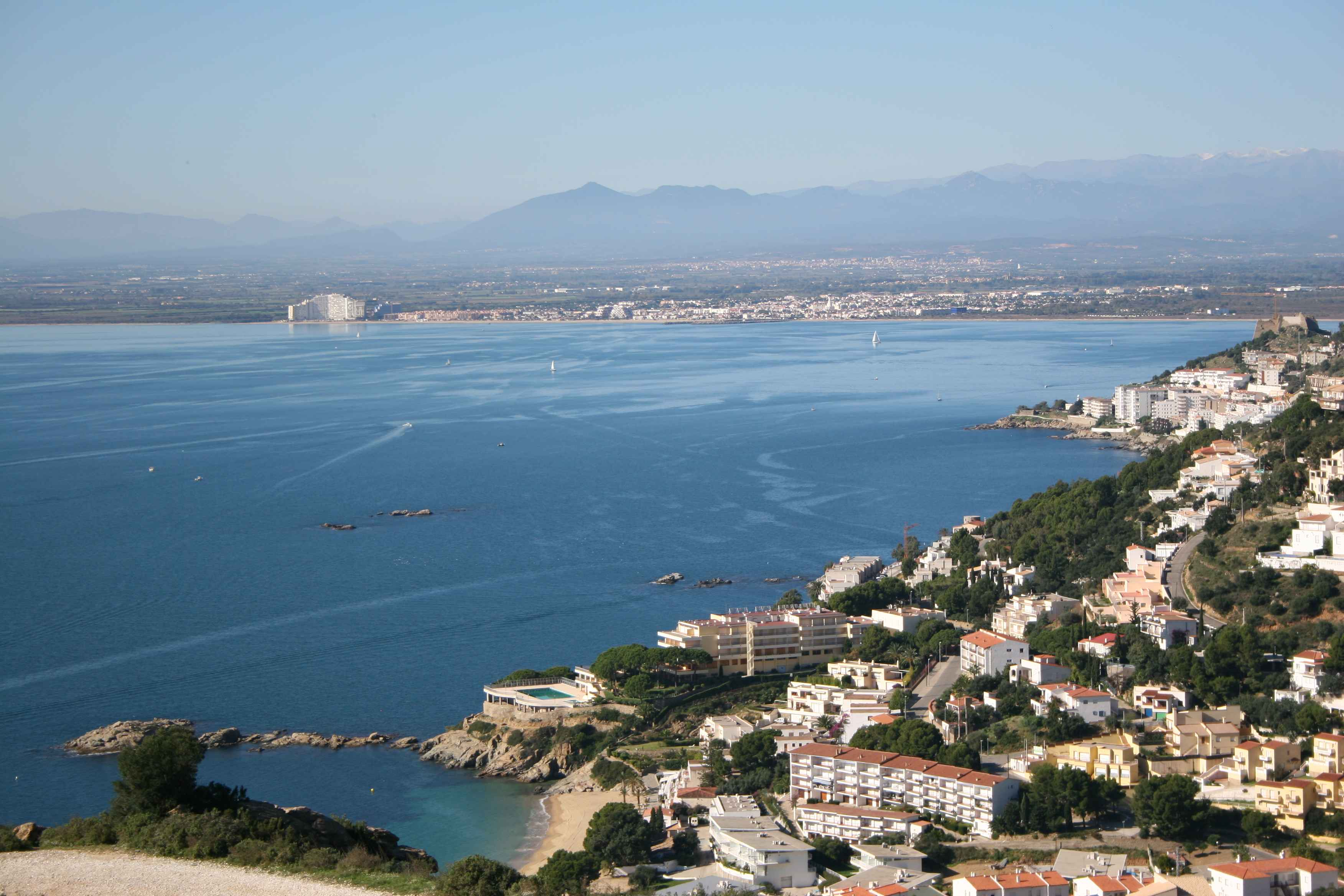
Сучасна забудова узбережжя муніципалітету Розас, який виник на місці античного Родіса

Ро́діс, Ро́де, Ро́дос (грец. Ῥόδη, Ῥόδος, Ῥοδίπολις, Ῥόδη πόλις, лат. Rhodus, кат. Rodes) — давньогрецька колонія на Іберійському півострові. Залишки поселення розташовані на території муніципалітету Розас в Автономній області Каталонія. Каталанська назва — Ро́зас або Ро́дас (кат. Rodes).
Місто було засноване у IV ст. до н.е. грецькими колоністами з поселення Масалія (зараз Марсель) для торгівлі з місцевим населенням Іберійського півострова.
Під час ІІ Пунічної війни місто було завойоване Марком Порцієм Катоном Старшим.
В місті було поширене ремісництво, скотарство... Вело торги з іншими колоніями та з Афінами!
Місто існувало до арабського завоювання у 713 р. Після відвоювання території сучасної кумарки Алт-Ампурда у 797 р. на місці Родіса було засноване нове поселення під назвою Розас.